# جويل كروفورد
جويل كروفورد (بالإنجليزية: Joel Crawford)‏ هو محامي وسياسي أمريكي، ولد في 15 يونيو 1783 في مقاطعة كولومبيا في الولايات المتحدة، وتوفي في 5 أبريل 1858. انتخب عضو مجلس نواب جورجيا وانتخب عضو مجلس النواب الأمريكي.